# マハーカーラ (恐竜)
マハーカーラ(マハカラとも 学名 Mahakala "マハーカーラ(チベット仏教の守護神の名前)"の意味)は、白亜紀後期モンゴル生息していたドロマエオサウルス科ハルシュカラプトル亜科の恐竜の属。2007年にターナーらが発表、記載した。

## 概要

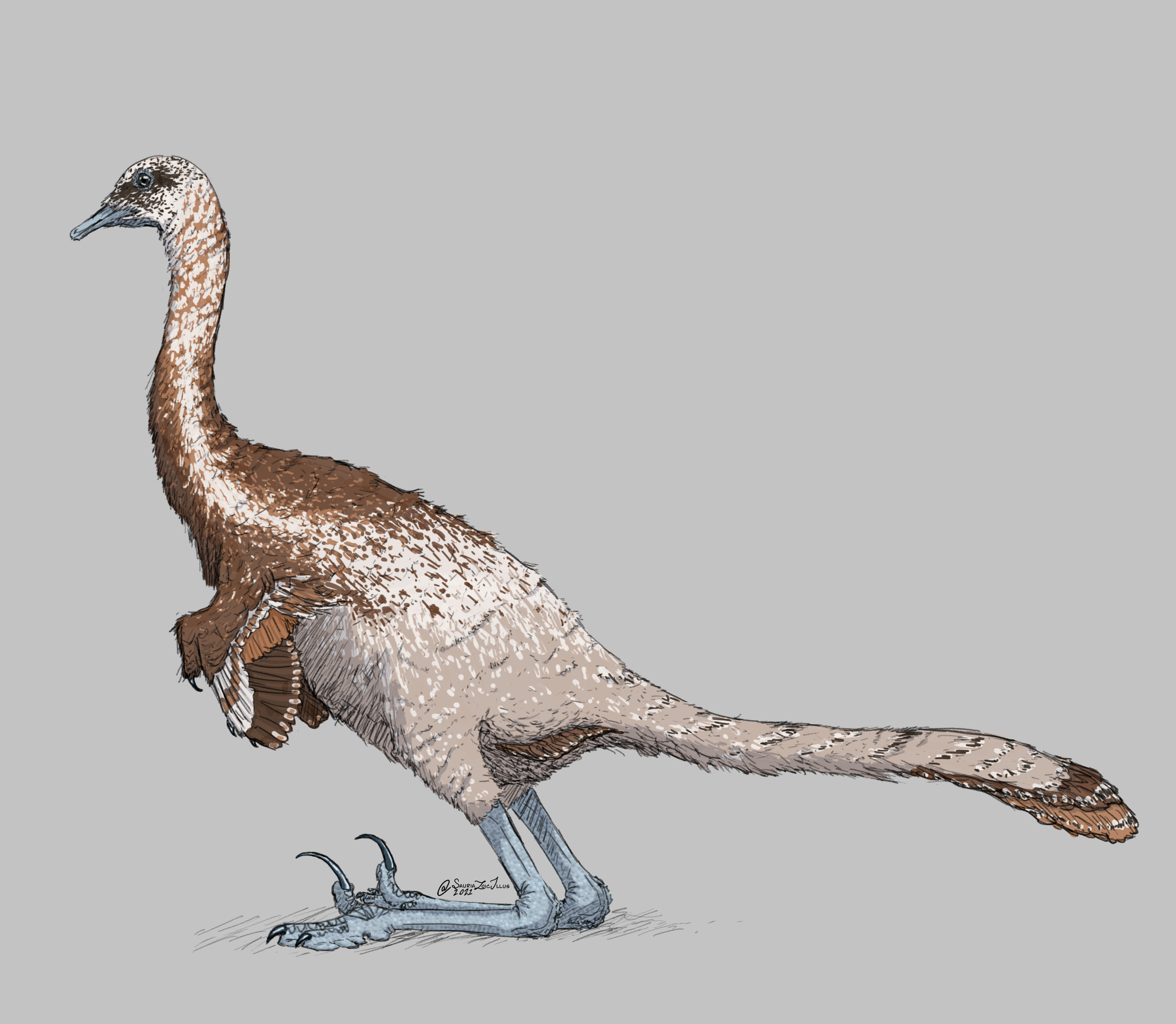
マハーカーラの生態想像復元図

推定全長は約0.7メートル、推定体重は約0.7から0.9キログラム程度と小さく、軽かった。他のドロマエオサウルス科と比べ、前足が短かったりかなり原始的だった。骨格は一部しか発見されていないが、中足骨に原始的な特徴が見られた。前足には鳥のような翼羽毛があったが、飛ぶことはできなかった。この化石の発見で、恐竜が鳥への進化と関係なく、体を小型化し独自の進化をしていたことがわかった。